# Caramany
|  | No s'ha de confondre amb Caramanh. |

Caramany (l'endònim occità és Caramanh) és un municipi de la comarca de la Fenolleda, al departament dels Pirineus orientals. Els seus habitants són anomenats carmanhòls en occità. Caramany és conegut per la seva presa, el llac, i el seu vinyer. El parlar de Caramany ha conservat, igual que els parlars de Rasigueres i Planeses, nombrosos trets lingüístics catalans, fet que fa que hom el consideri un parlar occità de transició vers el català.

## El poble
Caramany es troba a 280 m d'altitud, a poca distància de la riba dreta de l'Aglí, sota Mont Redon (394 m), esglaonat en un coster. Resten importants vestigis de l'antic castell de Caramany (Castrum de Caramano, documentat el 1307), l'època medieval. Centra el grup de cases l'església parroquial de Sant Esteve, documentada des del 1356 (eccl. S. Stephani de Quero Magno, 1356).

## El terme
El terme municipal de Caramany, de 14 km² d'extensió, s'estén a la vall de l'Aglí, a banda i banda del riu, des de poc després de la seva confluència amb l'Adasig. Comprèn el poble de Caramany, que agrupa tota la població del municipi, i limita amb els termes de Lançac i Rasigueres al N, de Cassanyes i Bellestar de la Frontera a l'E, de Montalbà del Castell i Trevillac al S, i de Trillà i Ansinyà (on s'entronca amb la D-619, de Sant Pau de Fenollet a Prada) i amb Bellestar de la Frontera, dins el terme del qual s'uneix amb la D-612, d'Estagell i a Tuïr.

## El territori
Els vessants de la dreta de l'Aglí s'alcen a migdia del territori fins a 777 m, en la carena divisòria de la Tet i el mateix Aglí (serrat d'Espinet, coll de les Colomines, el Neret) d'on baixen diversos torrents vers l'Aglí, com el de Lançac, 276 m a la Roca Roja i 324 m a La Peira d'Arca), a la línia que separa l'Aglí del seu afluent el Rec Grand, dins el gneis del massís de l'Aglí, amb una barreja de landes i de vinyes als costers i claps d'alzines prop del riu, que travessa aquesta part del terme formant alguns meandres.
Hom va projectar els anys 1970/80 el pantà de Caramany (en francès Lac de Caramany), amb resclosa aigua avall del poble (a la Peira d'Arca): la vall del riu a Caramany i a Ausinyà restaria regada fins més amunt del pont romànic d'Ausinyà (la capacitat seria de 62 a 79 milions de m³ segons l'alçada de la resclosa, amb el complement de l'aigua de la Tet bombejada des d'Illa); permetria la irrigació del sector de l'Aglí de la Plana de Rosselló.
La primera recollida d'aigua es va fer el 23 de desembre de 1988 en presència de Jacques Blanc, president del Consell Regional, René Marques, president del Consell General, i Roger Gros, Prefect. El treball del llac, finalitzat el 1994 amb el farciment, va permetre el descobriment d'una necròpolis neolítica. Moltes vegades evocada des de la creació de l'embassament, s'inicia un projecte de creació de lloc de bany el 2016.

## L'agricultura
La superfície agrícola és de 347 ha (en una cinquantena d'explotacions), amb predomini total de la vinya, que ocupa unes 350 ha, totes de denominació d'origen controlada (Ribesaltes, Costers del Rosselló i, sobretot, Costers del Rosselló, Vilatge de Caramany, amb el dret d'afegir el nom de la població que només comparteix amb la Tor de França). Hi ha petites extensions d'hortalisses (2 ha) i arbres fruiters (1 ha) o de farratges, i el cens ramader és nul. Hi ha una petita cooperativa de 20.000 hl de capacitat.

## Història
Al segle xiii la senyoria de Caramany (Karamay el 1211, Karamanho i Caramanho el 1242) era tinguda per una família de vallers d'aquest nom, vassalls directes del vescomte de Fenollet, com Huguet de Caramany (Karamanh) el 1242 i P. R. de Caramany el 1252. Després del tractat de Corbeil (1258), que consagrà la separació de la Fenolleda i el Rosselló, aquests cavallers, igual com els seus senyors desposseïts, els vescomtes de Fenollet, es posaren al servei dels reis de Catalunya-Aragó i de Mallorca i rendiren, especialment a aquests darrers, serveis que foren ben recompensats i apreciats. Ponç I de Caramany, testimoniat des del 1281, era senyor de Casesnoves (prop d'Illa) el 1309 i encara el 1321; veguer de Cerdanya (1303/09), lloctinent general del rei de Mallorca (1311/14), el rei Jaume II de Mallorca li va infeudar el 1305 el castell de Coma (al N d'Eus), venut al rei per Carner de Mosset (mort poc abans), així com el vilar d'Estanyils, comprès en aquest terme; el 1312 rebé encara la investidura de la important senyoria de Paracolls, i vivia encara el 1340. El seu successor –probablement fill seu– Ponç II de Caramany, senyor de Caramany (1356) i de Paracolls, s'havia casat abans de 1351 amb Esclaramunda de Vilar, filla d'un ciutadà honrat de Perpinyà (era sens dubte vídua quan testà el 1395). Sembla que la senyoria de Caramany es trobava des del 1357 en mans de Guillaume de Lernac (cunyat o gendre de Ponç II) i la de Coma, de Philippa de Caramany, abadessa d'Eula, executora testamentaria d'una certa Sibil·la (filla o germana de Ponç II). Un text del segle xvi esmenta un Ponç i un Francesc de Caramany, fundadors –sens dubte molt de temps abans– d'un benefici a espirà d'Aglí.
A la fi del segle xv Guillaume de Caramany (testimoniat des de 1451), trencant la línia política dels seus predecessors des del segle xiii, es posà al servei del rei de França i esdevingué lloctinent general Boffille de Juge, el polític italià que fou governador dels comtats de Rosselló i Cerdanya durant l'ocupació francesa sota Lluís XI i Carles VIII (1475/91). Casat amb Aldonça de Torrelles-Perellós, portava el títol (aragonès) de vescomte de Rueda i havia esdevingut aleshores senyor de Millars, Nefiac, Ceret i altres llocs. El 1492 feu campanya per contrarestar els projectes de Carles VIII, que pretenia, per tal de reconciliar-se amb Ferran i Isabel els Reis Catòlics, de restituir Rosselló i Cerdanya. Arribà a nomenar ell mateix (juny) cònsols favorables al seu punt de vista a Perpinyà. Els burgesos de la ciutat presentaren queixa aquests cònsols i nomenaren comissaris que nomenaren nous cònsols (setembre) i condemnaren Guillaume de Caramany a una multa de 50 marcs d'or, però aquest, en un nou cop de força, foragità cònsols i comissaris i reinstal·là els seus homes. Calgueren ordres expresses del rei Carles i la intervenció del veguer de Carcassona al capdavant d'un cos de tropes per restablir la legalitat. Des del 1493 fou desposseït, com era lògic, per Ferran II, de tots els seus dominis rossellonesos.

## Cantó núm. 15
Actualment, juntament amb les viles catalanes d'Estagell, Ribesaltes i Salses i les occitanes de Sant Pau de Fenollet i Sornià i la Tor de França, a més dels pobles catalans d'Arboçols i Tarerac, de la comarca del Conflent, i les Cases de Pena, Espirà de l'Aglí, Montner, Òpol i Perellós, Talteüll i Vingrau, de la del Rosselló, i dels occitans d'Ansinyà, Bellestar, Campossí, Cassanyes, Caudiers de Fenollet, Centernac. l'Esquerda, Felluns, Fenollet, Fossa, Lançac, Maurí, Pesillà de Conflent, Planeses, Prats de Sornià, Prunyanes, Rasigueres, Rebollet, Sant Martí de Fenollet, Trevillac, Trillà, Virà i el Viver (Fenolleda) forma part del cantó número 15, de la Vall de l'Aglí (nou agrupament de municipis fruit de la reestructuració cantonal feta amb motiu de les eleccions cantonals i departamentals del 2015), amb capitalitat a Ribesaltes.

## Geografia

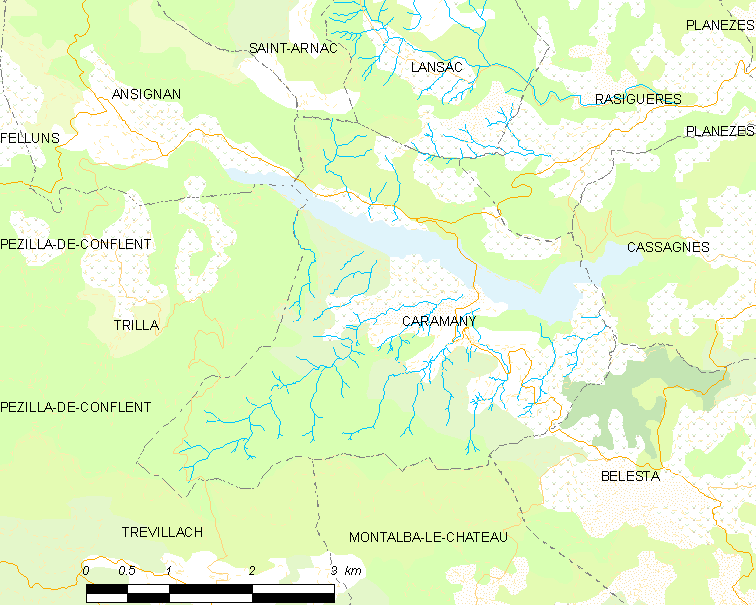
Mapa de la comuna de Caramany

El poble se situa al centre de la Fenolleda, i és construït sobre un promontori rocós entre dos turons (La Bada i el Mont-Redon) amb vistes al llac en l'Aglí. Caramany és envoltat de vinyes. El poble és separat dels turons de La Bada i el Mont-Redon, respectivament, pels barrancs de Teulèra i La Beceda.
Les comunitats veïnes, en el sentit de les agulles del rellotge des del nord són Centernac, Lançac, Rasiguèras, Cassanhas, Belhestar, Montalban, Trevilhac, Trilhan, Ansinhan.
L'estiu del 2008, el poble es va veure afectat per una escassetat d'aigua sense precedents que va emmenar mesures dràstiques preses per la prefectura. El llac va arribar al seu nivell més baix des de la seva inauguració el 1994.

## Administració i política
Alcaldes
| Alcalde          | Període     |
| ---------------- | ----------- |
| Eloi Tresseres   | 1944 - 1947 |
| Clément Caillens | 1947 - 1971 |
| Eloi Tresseres   | 1971 - 1982 |
| Edgard Ubert     | 1982 - 2001 |
| Ange Léon        | 2001 - 2014 |
| Bernard Caillens | 2014-       |

## Demografia

Població 1962-2008

En un cens del 1306 figuren 35 focs i 197 habitants i el 1367 s'havia baixat a 16 focs. A la primera meitat del segle xviii comptava amb 230 h (1700 i 1750) i el 1789 havia pujat a 96 focs. El 1818 tenia 456 h, 505 el 1834, 557 el 1861 i després la tendència ha estat, en general, de cigne negatiu; 507 h el 1895, igual nombre el 1926. (vegeu gràfic) I així fins a arribar als 152 del 2015.

## Economia
El destí de l'economia, el turisme i la població de la ciutat depèn de la presa i del seu llac, en el qual s'ha desenvolupat el 2013 una zona de bany i el conreu de la vinya.

## Turisme
La indústria turística roman embrionària i creix a l'estiu. La ciutat té un càmping municipal, a La Bada, que va obrir les portes a l'estiu, i unes cases rurals. Les activitats proposades als turistes són el tresc i diversos senders marcats, un sender interpretatiu pels rius Aglí i Verdoble que travessen la comuna, així com una ruta del vi i després, per acabar, la proximitat a la costa catalana (Canet de Rosselló, Sant Cebrià, El Barcarès, o Cotlliure). És possible de degustar els vins locals als cellers, com també estar a l'alberg del Grand Rocher o al bar, obert només a l'estiu. Un estudi d'artista s'ha instal·lat al vilatge.
Cada estiu, el municipi ofereix diverses dates festives: festa la Sant Joan, concursos de petanca, loteria (dita 'rifla'), sardanes, graellades, excursions a peu, balls.
L'activitat turística al poble es va poder reforçar considerablement amb l'obertura de la zona de bany del llac l'any 2013.

## Llegenda
Les armes de Caramany: igual que molts petits pobles, moltes creences i llegendes s'han transmès de generació en generació. La més coneguda en el poble és, sens dubte, la dels canons de Caramany, que manté la presència de dues bigues que sobresurten de la paret sud del castell. Durant la Guerra del Rosselló, que oposà el reialme d'Espanya als revolucionaris francesos el 1793, haurien estat preses per canons pels espanyols.